# Ostrovul Chichinețelor
Ostrovul Chichinețelor este situat pe Dunăre, la 6 km amonte de localitatea Salcia și la 10 km aval de satul bulgar Novo Selo. Cu lungimea de cca. 1,60 km, o lățime maximă de 200 de metri și o suprafață de 32,80 ha, insula are un sol nisipos-pietros, cu pâlcuri de pădure unde predomină specia arboricolă de răchită și de plop.
Ca încadrare teritorial-administrativă aparține comunei Salcia din județul Mehedinți, Oltenia, România.

## Vezi și
- Listă de insule în România

## Legături externe
- Poziția pe hartă - wikimapia.org